# Nazionale maschile di beach soccer di El Salvador
La nazionale di beach soccer di El Salvador rappresenta El Salvador nelle competizioni internazionali di beach soccer ed è controllata dalla Federación Salvadoreña de Fútbol.

## Squadra attuale
Aggiornata a settembre 2011:
| N. |                        | Ruolo | Calciatore             |
| -- | ---------------------- | ----- | ---------------------- |
| 1  | El Salvador (bandiera) | P     | José Eliodoro Portillo |
| 2  | El Salvador (bandiera) | D     | Wilber Alvarado        |
| 3  | El Salvador (bandiera) | D     | José Medardo Lobos     |
| 4  | El Salvador (bandiera) | D     | Tomás Hernandez        |
| 5  | El Salvador (bandiera) | C     | José Roberto Membreño  |
| 6  | El Salvador (bandiera) | D     | Elias Ramírez          |

| N. |                        | Ruolo | Calciatore          |
| -- | ---------------------- | ----- | ------------------- |
| 7  | El Salvador (bandiera) | A     | Walter Torres       |
| 8  | El Salvador (bandiera) | C     | Elmer Robles        |
| 9  | El Salvador (bandiera) | C     | Darwin Ramirez      |
| 10 | El Salvador (bandiera) | A     | José Agustin Ruiz   |
| 11 | El Salvador (bandiera) | A     | Francisco Velásquez |
| 12 | El Salvador (bandiera) | P     | Baudilio Guardado   |

- Allenatore:  Rudis Gonzalez Gallo